# Anexodus aquilus
Anexodus aquilus är en skalbaggsart som beskrevs av Francis Polkinghorne Pascoe 1886. Anexodus aquilus ingår i släktet Anexodus och familjen långhorningar. Inga underarter finns listade i Catalogue of Life.